# Melchior Melchioris Glatte
Melchior Melchioris Glatte, född i Norrköping, Östergötland, död 1693 i Östra Eneby församling, Östergötland län, var en svensk präst.

## Biografi
Melchior Melchioris Glatte föddes i Norrköping. Han studerade vid gymnasiet och prästvigdes 6 mars 1663 till komminister i Söderköping. Glatte blev 1671 kyrkoherde i Östra Eneby församling, tillträdde 1672. Han avled 1693 i Östra Eneby församling och begravdes 8 november samma år i Östra Eneby kyrkas sakristia.

### Familj
Glatte gifte sig med Maria Johansdotter Syrman (1634–1692) från Leipzig. De fick tillsammans barnen en dotter (1664–1664), Anna Catharina Glatte (född 1666), Elisabeth Glatte (född 1668), Maria Glatte (1669–1731) som var gift med kyrkoherden Jacob Bunthén i Björnekulla församling, Christina Glatte som var gift med kyrkoherden Nathanaël Gelsenius i Hagebyhöga församling och Samuel Glatte.